# Delahaye
Делаје (фр. Automobiles Delahaye) је била француска компанија за производњу луксузних и тркачких аутомобила, које је 1894. године у Туру основао Емил Делаје. Главни извор прихода јој је била производња камиона, али је такођер производила путничка возила и спортске аутомобиле. Године 1954. ју је откупио Хочкис, који је убрзо обуставио производњу свих возила с брендом Делаје.
Емил Делаје је у свом родном граду Туру почео производњу аутомобила. Његови први аутомобили су били са ременим погоном, са једноцилиндричним и двоцилиндричним мотор монтираним на задњем делу возила. Инстант успех модела Делаје тип 1 је захтевао брзо обезбеђење инвестиционог капитала за обезбеђење већег производног објекта. То је Емил обезбедио уз помоћ својих колега тркача Џорџа Моране и његовог шурака Леона Десмараиа и партнерски 1898. оснивају нову ауто компанију под називом "Societe Des Automobiles Delahaye". И ако је средовечни Емил био лошег здравља, сва тројица су радила са радницима у ливници и набављали нове машине за монтажу.
Делаје је 1898. године ангажовао двојицу машинских инжињера, Чарлса Ваифенбаха и Амеде Варлеа, да помогну троици партнера. Обојица су били дипломираних машинских инжењера, и у Делајеу су провели читав свој радни век. Ваифенбах је именован за директора, и, уз благослов власника, преузео контролу над целим Делајеом и од 1906. године одлучује скоро о свему у компанији. У јануару 1901. године, Емил због лошег здравља није био способно да настави са радом, те је поднео оставку и продаје своје акције својим партнерима. Емил убрзо након тога, умро је 1905. године.
Амеде Варле се у компанији бавиo пројектовањем и остварује велики број иновативних проналазака између 1905. и 1914. године, које је Делаје патентирао. Ово укључује мотор са више вентила, као и иновирану конфигурацију мотора В6. Варле наставља свој рад као руководилац конструкционог биро све до 1932. године, тада је имао већ 76 година, када компанија ангажује много млађег Жан Франсоа као главног инжињера конструктора, уз чију помоћ исте године се формира одељење за тркачке аутомобиле.

## Историја
Убрзо након што је нова компанија је формирана 1898. године, фирма преселила своју производњу из Тура у Париз, у својој новој фабрици (бивша фабрика хидрауличних машина коју су Моран и његов шурак Леон наследили од Морановог отца ). Чарлс Вајфенбах је назван "Операцијони менаџер". Делаје ће тамо до краја 19. века произвести три модела. Две близанаца, Делаје тип 1 2.2-литарски 4.5 КС (3,4 kW; 4,6 КС) и Делаје тип 2 6 КС (4.5 kW; 6.1 КС), и лакши Делаје тип 0 (максимална брзина 35 км/ч)), са 1.4-литарским мотором снаге између 5 и 7 КС (3,7 и 5,2 kW, 5.1 и 7.1 КС). Сва три модела су имала бицикл-стил волан, водом хлађени мотори постављени у задњем делу, аутоматске вентиле, карбураторе и погон комбинација ремена и ланца, са три брзине напред и једну уназад.
У трци Ница-Кастелан-Ница 1899. године, учествовао је возач Archdeacon са возилом Делаје 8 ХП (6.0 kW; 8.1 КС) и стигао осми, а његов колега из истог тима и са истим аутомобилом дванаести.
Оснивач Емил Делаје пензионисан је 1901. године, остављајући контролу над компанијом Десмару и Морану, а Вајфенбах преузима контролу од њих у 1906. години Делаје се бави тркачким аутомобилима све до смрти Емила Делајеа. Чарлс Вајфенбах је сматрао да нема никаквог интереса у производњи тркачких аутомобила, па је фокусирао своју производњу на тешка теретна возила, у почетку за француску Владу. Тркачки аутомобили су постали ствар прошлости за Делахју, све до 1933. године, када је госпођа Десмар променила компанију за 180 степени, и вратила је тркама.
Нови Делаје тип 10 Б представљен је 1902. године који је имао мотор запремине 2.199 cm³ номиналне снаге 12/14 КС, постављен испред, воланом (уместо бицикл-управљаче или полуга), и ланчаним погоном.
Делаје 1903. године почиње производњу првог четворо цилиндричног модела, Делаје тип 13 Б са мотором снаге 24/27 КС и запремине4,4-литра. Понуда модела проширена је 1904. године, укључујући 4.9-литарски 28 КС (21 kW; 28 КС) четвороцилиндрични Делаје тип 21, Делаје тип 16 средњег ценовног разреда и модел са два цилиндра Делаје тип 15 Б Њима се придружио 1905. године луксузни модел са 8 литарским мотором, ланчаним погоном, од којих је један купио краљ Алфонсо XIII од Шпаније.
Модели представљени 1907. године су имали полу-елиптичне опруге на задњем делу аутомобила, као и попречне лиснате опруге, пренос погона преко вратила се појавио те године, а ланчани погон је задржан на луксузним моделима све до 1911. године.1908. године се први пут појављује Делаје тип 32 са моноблок мотором и Л-главом.
Немачка компанија Протос је почела 1907. године производњу лиценцних Делаје аутомобила у Немачкој, док је у 1909. године, М. Хобсон почео да увози Делахје у Британију. Такође, у 1909, почела је пиратска крађа дзајна Делаје аутомобила, али Први светски рат прекинуо све напоре за остваривањем обештећења.
Делаје је 1911. године био пионир у конструкцији В6 мотора, са 30°, 3.2-литарски ОХВ мотор, који је уграђен у модел Делаје тип 44 а проналазак се приписује Амеде Варлеу, који је у то време био шеф конструкционог бироа у Делајеу. Делаје тип 44 није постигао успех на тржишту па је производња престала 1914. године. Делаје тип 44 је био једини аутомобил са В-6 мотором који је направио Делахје и то је био последњи пут да компанија користи ОХВ мотор.
Варлет такође је дизајнирао Делахје "Титан" огромни бродски мотор од ливеног гвожђа са четири цилиндра који је уграђен у наменски глисер "La Dubonnet" који кратко држао светски рекорд у брзини на води.
У фабрици у Паризу, Делаје је наставио да производи аутомобиле, камионе, и мањи број аутобуса. До краја Првог светског рата, њихов главни приход био од производње ватрогасних возила за читаву Француску.
Након Првог светског рата, компанија је одлучила да настави производњу аутомобила, време је било тешко, па је одлучено да се покрене производња предратних модела, са стандардном опремом електрични стартер и пренос са 4 брзине. Први у 1919. години био је нови модел тип 64Х са 15 КС, а у пролеће 1920. појављује се Делаје тип 84 са 6-цилиндричним 2,9-литара мотором од 40 КС. Аутомобил је постигао извесни успех на тржишту, иако продаја аутомобила је минимална, само је један аутомобил дневно, што је 300 аутомобила годишње. Наредне 1921. године, појављује се млађи модел Делаје тип 87 који добија кочнице на све точкове са 1,8 литарским мотором снаге 30 КС, који је био један од најскупљих у својој класи.
Годину дана касније, представљен је стари модел Делаје тип 84 са 2,9-литарским мотором који је имао алуминијумске клипове и други карбуратор, снаге 48 КС, под називом 84Н као и нови модел Делаје тип 82 са 4,1 литарским мотором.
Два спортска модела појављују се 1924. године, прво Делаје тип 92 са 4-цилиндричним мотором од 2,5 литра, а затим Делаје тип 102 који је имао 2.6 литарски мотор. Годину дана касније појављује се и спортска верзија модела тип 87, под називом Делаје тип 97, са мотором од 1,8 Л и повећане снаге на 50 КС.

### Делаје у концерну SAEG
Средином двадесетих настаје тешко време за мале произвођаче аутомобила. И поред раста економије на европском тржшту се појављују аутомобили америчких брендова као и нагли раст Ситроена, Вајфенбах одлучује да створи заједницу француских произвођаћа моторних возила, названу SAEG. Компаније које су чиниле концерн SAEG биле су Делаје, Шенар-Вокер, ФАР и Eник. Током сарадње Шенар-Вокер представља свој модел U8 који је технички био копија новог модела Делаје тип 112 са мотором од 2,9 литара снаге 53 КС. Године 1928. појављује се Делаје тип 107 са мотором од 1,8 литара, 38 КС, кји је био скоро исти као F1, а затим и већи модел Делаје тип 108 (6-цилиндрични, 2,5 литарски мотор), који је такође је имао брата у компанији Шенар-Вокер, под називом Шенар-Вокер Т8|Т8]].
Годину дана касније, појављују се два клона: Делаје тип 109 и Делаје тип 110 - до Шенар-Вокер Y6 са 1,5 литарски мотор дизајнира Рицардо, произведен у фабрици компаније Шенар-Вокер у Анијер на Сени. Ови аутомобили су имали праугани хладњак, па су их звали, амерички тип.
Године 1930. прекида се призводња модела Делаје тип 112, а годину дана касније и сви остали модели осим Делаје тип 108, који је редизајниран и представњен као Делаје тип 124. Следеће године, 1932, објављује се серија модела Делаје тип 126, Делаје тип 122 и Делаје тип 123 који имају исти мотор, а разликују се само каросерије и нису клонови SAEG групе. SAEG група се шири којој приступају још и фирме Розенгар и Доне-Зеде.

## Модели
- 1894 - Делаје тип 1
- 1898 - Делаје тип 2
  - Делаје тип 0
- 1902 - Делаје тип 10 B
- 1902 - Делаје тип 11
- 1903 - Делаје тип 13 B
- 1904 - Делаје тип 21
  - Делаје тип 15B
- 1905 - Делаје тип 37
  - Делаје тип 45
- 1907 - Делаје тип 28
- 1908 - Делаје тип 32
- 1910 - Делаје тип 32 D
- 1911 - Делаје тип 58
  - Делаје тип 44
- 1919 - Делаје тип 64 N
- 1920 - Делаје тип 84
- 1921 - Делаје тип 87
- 1922 - 84 N
  - Делаје тип 82
- 1924 - Делаје тип 92
  - Делаје тип 102
- 1925 - Делаје тип 97
- 1927 - Делаје тип 112
- 1928 - Делаје тип 107
  - Делаје тип 108
- 1929 - Делаје тип 109
  - Делаје тип 110
- 1930 - Делаје тип 124
- 1932 - Делаје тип 126
  - Делаје тип 122
  - Делаје тип 123
  - Делаје тип 126M
- 1933 - Делаје тип 134
  - Делаје тип 138
  - Делаје тип 132
- 1935 - Делаје тип 135
  - Делаје тип 154
  - Делаје тип 134N
- 1936 - Делаје тип 145
- 1937 - Делаје тип 134 G
  - Делаје тип 148
- 1938 - Делаје тип 165
  - Делаје тип 155
  - Делаје тип 168
- 1946 - Делаје тип 175
- 1947 - Делаје тип 178
  - Делаје тип 180
- 1948 - Делаје тип VLRD
- 1951 - Делаје тип 235
  - Делаје тип 171

Производили су се и следећи модели:
- Делаје тип 16
- Делаје тип 18
- Делаје тип 22
- Делаје тип 27
- Делаје тип 34
- Делаје тип 39
- Делаје тип 43
- Делаје тип 47
- Делаје тип 48

## Галерија
- Engine Делаје Type 32L Limousine 1912
- Делаје 175S Roadster (1949) with coachwork by Saoutchik
- Делаје 135 MS (1936)
- Делаје 235MS Coupé (1953)
- Delahaye 135 (1948)

- Делаје 165 Figoni et Falaschi (1939)
- Делаје Cabriolet (1937)
- Делаје 135
- Делаје 135 Cabriolet Pourtout

- Делаје 135 M Pourtout (1948)
- Делаје Tourer (1925)
- Делаје 135M
- Делаје 235M Saoutchik (1953)
- Делаје 178 Drophead Coupé (1949), у власништву Елтон Џона.